# Austrolimnophila (Austrolimnophila) distigma
Austrolimnophila (Austrolimnophila) distigma is een tweevleugelige uit de familie steltmuggen (Limoniidae). De soort komt voor in het Afrotropisch gebied.